# 7e étape du Tour d'Italie 2024
Pour un article plus général, voir Tour d'Italie 2024.
La 7e étape du Tour d'Italie 2024 se déroule le vendredi 10 mai 2024 entre Foligno et Pérouse en Ombrie sous la forme d'un contre-la-montre individuel sur une distance de 40,6 km.

## Parcours
Ce chrono est relativement plat pendant les 34 premiers kilomètres et se dirige vers le nord-ouest. Ensuite, les coureurs terminent l'étape par la montée de 6,5 km vers Pérouse dont les 1 300 premiers mètres (col de 4e catégorie) ont une pente moyenne de 11,8 % avec un passage à 16 %. Les temps intermédiaires sont pris à Santa Maria degli Angeli après 18,6 km et au Ponte Valleceppi après 34 km.

## Déroulement de la course
Filippo Ganna réalise le meilleur temps aux deux points intermédiaires, comptant 47 secondes d'avance sur Tadej Pogačar au second point intermédiaire. Cependant, le maillot rose slovène résorbe son retard dans la montée finale pour s'imposer avec 17 secondes d'avance sur le multiple champion d'Italie du contre-la-montre.

## Résultats

### Classement de l'étape
| \| Classement de l'étape \| Classement de l'étape \| Classement de l'étape \| Classement de l'étape \| Classement de l'étape \| \| Coureur \| Coureur \| Pays \| Équipe \| Temps \| \| --------------------- \| --------------------- \| --------------------- \| --------------------- \| --------------------- \| \| 1er \| Tadej Pogačar \| Slovénie \| UAE Team Emirates \| 51 min 45 s \| \| 2e \| Filippo Ganna \| Italie \| Ineos Grenadiers \| + 17 s \| \| 3e \| Magnus Sheffield \| États-Unis \| Ineos Grenadiers \| + 49 s \| \| 4e \| Thymen Arensman \| Pays-Bas \| Ineos Grenadiers \| + 1 min 00 s \| \| 5e \| Maximilian Schachmann \| Allemagne \| Bora-Hansgrohe \| + 1 min 05 s \| \| 6e \| Antonio Tiberi \| Italie \| Bahrain Victorious \| + 1 min 21 s \| \| 7e \| Luke Plapp \| Australie \| Team Jayco AlUla \| + 1 min 45 s \| \| 8e \| Daniel Martínez \| Colombie \| Bora-Hansgrohe \| + 1 min 49 s \| \| 9e \| Mikkel Bjerg \| Danemark \| UAE Team Emirates \| + 1 min 56 s \| \| 10e \| Geraint Thomas \| Royaume-Uni \| Ineos Grenadiers \| + 2 min 00 s \| |                       |             |                    |              |
| |                       |             |                    |              |
| Sources : ProCyclingStats Cycling Quotient |                       |             |                    |              |
| Classement de l'étape |                       |             |                    |              |
| Coureur | Coureur               | Pays        | Équipe             | Temps        |
| 1er | Tadej Pogačar         | Slovénie    | UAE Team Emirates  | 51 min 45 s  |
| 2e | Filippo Ganna         | Italie      | Ineos Grenadiers   | + 17 s       |
| 3e | Magnus Sheffield      | États-Unis  | Ineos Grenadiers   | + 49 s       |
| 4e | Thymen Arensman       | Pays-Bas    | Ineos Grenadiers   | + 1 min 00 s |
| 5e | Maximilian Schachmann | Allemagne   | Bora-Hansgrohe     | + 1 min 05 s |
| 6e | Antonio Tiberi        | Italie      | Bahrain Victorious | + 1 min 21 s |
| 7e | Luke Plapp            | Australie   | Team Jayco AlUla   | + 1 min 45 s |
| 8e | Daniel Martínez       | Colombie    | Bora-Hansgrohe     | + 1 min 49 s |
| 9e | Mikkel Bjerg          | Danemark    | UAE Team Emirates  | + 1 min 56 s |
| 10e | Geraint Thomas        | Royaume-Uni | Ineos Grenadiers   | + 2 min 00 s |

### Classements aux points intermédiaires
| Classement intermédiaire no 1 (km 18,6) | Classement intermédiaire no 1 (km 18,6) | Classement intermédiaire no 1 (km 18,6) | Classement intermédiaire no 1 (km 18,6) | Classement intermédiaire no 1 (km 18,6) |
|                                         | Coureur                                 | Pays                                    | Équipe                                  | Temps                                   |
| --------------------------------------- | --------------------------------------- | --------------------------------------- | --------------------------------------- | --------------------------------------- |
| 1er                                     | Filippo Ganna                           | Italie                                  | Ineos Grenadiers                        | en 21 min 15 s                          |
| 2e                                      | Josef Černý                             | République tchèque                      | Soudal Quick-Step                       | + 24 s                                  |
| 3e                                      | Daan Hoole                              | Pays-Bas                                | Lidl-Trek                               | + 27 s                                  |
| 4e                                      | Thymen Arensman                         | Pays-Bas                                | Ineos Grenadiers                        | + 32 s                                  |
| 5e                                      | Edoardo Affini                          | Italie                                  | Visma-Lease a Bike                      | + 35 s                                  |
| 6e                                      | Magnus Sheffield                        | États-Unis                              | Ineos Grenadiers                        | + 35 s                                  |
| 7e                                      | Maximilian Schachmann                   | Allemagne                               | Bora-Hansgrohe                          | + 36 s                                  |
| 8e                                      | Max Walscheid                           | Allemagne                               | Jayco AlUla                             | + 40 s                                  |
| 9e                                      | Mikkel Bjerg                            | Danemark                                | UAE Team Emirates                       | + 40 s                                  |
| 10e                                     | Tadej Pogačar                           | Slovénie                                | UAE Team Emirates                       | + 44 s                                  |
| modifier                                |                                         |                                         |                                         |                                         |

| Classement intermédiaire no 2 (km 34) | Classement intermédiaire no 2 (km 34) | Classement intermédiaire no 2 (km 34) | Classement intermédiaire no 2 (km 34) | Classement intermédiaire no 2 (km 34) |
|                                       | Coureur                               | Pays                                  | Équipe                                | Temps                                 |
| ------------------------------------- | ------------------------------------- | ------------------------------------- | ------------------------------------- | ------------------------------------- |
| 1er                                   | Filippo Ganna                         | Italie                                | Ineos Grenadiers                      | en 38 min 43 s                        |
| 2e                                    | Thymen Arensman                       | Pays-Bas                              | Ineos Grenadiers                      | + 47 s                                |
| 3e                                    | Tadej Pogačar                         | Slovénie                              | UAE Team Emirates                     | + 47 s                                |
| 4e                                    | Magnus Sheffield                      | États-Unis                            | Ineos Grenadiers                      | + 49 s                                |
| 5e                                    | Maximilian Schachmann                 | Allemagne                             | Bora-Hansgrohe                        | + 1 min 6 s                           |
| 6e                                    | Daan Hoole                            | Pays-Bas                              | Lidl-Trek                             | + 1 min 14 s                          |
| 7e                                    | Edoardo Affini                        | Italie                                | Visma-Lease a Bike                    | + 1 min 14 s                          |
| 8e                                    | Luke Plapp                            | Australie                             | Jayco AlUla                           | + 1 min 20 s                          |
| 9e                                    | Max Walscheid                         | Allemagne                             | Jayco AlUla                           | + 1 min 22 s                          |
| 10e                                   | Geraint Thomas                        | Grande-Bretagne                       | Ineos Grenadiers                      | + 1 min 27 s                          |
| modifier                              |                                       |                                       |                                       |                                       |

### Points attribués pour le classement par points
| \| Arrivée d'étape Pérouse (km 40,6) \| Arrivée d'étape Pérouse (km 40,6) \| Arrivée d'étape Pérouse (km 40,6) \| Arrivée d'étape Pérouse (km 40,6) \| Arrivée d'étape Pérouse (km 40,6) \| \| --------------------------------- \| --------------------------------- \| --------------------------------- \| --------------------------------- \| --------------------------------- \| \| \| Coureur \| Pays \| Équipe \| Point(s) \| \| 1er \| Tadej Pogačar \| Slovénie \| UAE Team Emirates \| 15 \| \| 2e \| Filippo Ganna \| Italie \| Ineos Grenadiers \| 12 \| \| 3e \| Magnus Sheffield \| États-Unis \| Ineos Grenadiers \| 9 \| \| 4e \| Thymen Arensman \| Pays-Bas \| Ineos Grenadiers \| 7 \| \| 5e \| Maximilian Schachmann \| Allemagne \| Bora-Hansgrohe \| 6 \| \| 6e \| Antonio Tiberi \| Italie \| Bahrain Victorious \| 5 \| \| 7e \| Luke Plapp \| Australie \| Jayco AlUla \| 4 \| \| 8e \| Daniel Martínez \| Colombie \| Bora-Hansgrohe \| 3 \| \| 9e \| Mikkel Bjerg \| Danemark \| UAE Team Emirates \| 2 \| \| 10e \| Geraint Thomas \| Grande-Bretagne \| Ineos Grenadiers \| 1 \| \| modifier \| \| \| \| \| |                       |                 |                    |          |
| Arrivée d'étape Pérouse (km 40,6) |                       |                 |                    |          |
| | Coureur               | Pays            | Équipe             | Point(s) |
| 1er | Tadej Pogačar         | Slovénie        | UAE Team Emirates  | 15       |
| 2e | Filippo Ganna         | Italie          | Ineos Grenadiers   | 12       |
| 3e | Magnus Sheffield      | États-Unis      | Ineos Grenadiers   | 9        |
| 4e | Thymen Arensman       | Pays-Bas        | Ineos Grenadiers   | 7        |
| 5e | Maximilian Schachmann | Allemagne       | Bora-Hansgrohe     | 6        |
| 6e | Antonio Tiberi        | Italie          | Bahrain Victorious | 5        |
| 7e | Luke Plapp            | Australie       | Jayco AlUla        | 4        |
| 8e | Daniel Martínez       | Colombie        | Bora-Hansgrohe     | 3        |
| 9e | Mikkel Bjerg          | Danemark        | UAE Team Emirates  | 2        |
| 10e | Geraint Thomas        | Grande-Bretagne | Ineos Grenadiers   | 1        |
| modifier |                       |                 |                    |          |

### Points attribués pour le classement du meilleur grimpeur
| \| Pérouse (km 40,6) 4e catégorie (6,6 km à 4,1%) \| Pérouse (km 40,6) 4e catégorie (6,6 km à 4,1%) \| Pérouse (km 40,6) 4e catégorie (6,6 km à 4,1%) \| Pérouse (km 40,6) 4e catégorie (6,6 km à 4,1%) \| Pérouse (km 40,6) 4e catégorie (6,6 km à 4,1%) \| \| ---------------------------------------------- \| ---------------------------------------------- \| ---------------------------------------------- \| ---------------------------------------------- \| ---------------------------------------------- \| \| \| Coureur \| Pays \| Équipe \| Point(s) \| \| 1er \| Tadej Pogačar \| Slovénie \| UAE Team Emirates \| 3 \| \| 2e \| Daniel Martínez \| Colombie \| Bora-Hansgrohe \| 2 \| \| 3e \| Ben O'Connor \| Australie \| Decathlon AG2R La Mondiale \| 1 \| \| modifier \| \| \| \| \| |                 |           |                            |          |
| Pérouse (km 40,6) 4e catégorie (6,6 km à 4,1%) |                 |           |                            |          |
| | Coureur         | Pays      | Équipe                     | Point(s) |
| 1er | Tadej Pogačar   | Slovénie  | UAE Team Emirates          | 3        |
| 2e | Daniel Martínez | Colombie  | Bora-Hansgrohe             | 2        |
| 3e | Ben O'Connor    | Australie | Decathlon AG2R La Mondiale | 1        |
| modifier |                 |           |                            |          |

## Classements à l'issue de l'étape

### Classement général
| \| Classement général \| Classement général \| Classement général \| Classement général \| Classement général \| \| Coureur \| Coureur \| Pays \| Équipe \| Temps \| \| ------------------ \| ------------------ \| ------------------ \| -------------------------- \| ------------------ \| \| 1er \| Tadej Pogačar \| Slovénie \| UAE Team Emirates \| 24 h 12 min 36 s \| \| 2e \| Daniel Martínez \| Colombie \| Bora-Hansgrohe \| + 2 min 36 s \| \| 3e \| Geraint Thomas \| Royaume-Uni \| Ineos Grenadiers \| + 2 min 46 s \| \| 4e \| Ben O'Connor \| Australie \| Decathlon-AG2R La Mondiale \| + 3 min 33 s \| \| 5e \| Luke Plapp \| Australie \| Team Jayco AlUla \| + 3 min 42 s \| \| 6e \| Alexey Lutsenko \| Kazakhstan \| Astana Qazaqstan Team \| + 3 min 49 s \| \| 7e \| Cian Uijtdebroeks \| Belgique \| Team Visma \\| Lease a Bike \| + 3 min 50 s \| \| 8e \| Antonio Tiberi \| Italie \| Bahrain Victorious \| + 4 min 11 s \| \| 9e \| Filippo Zana \| Italie \| Team Jayco AlUla \| + 4 min 41 s \| \| 10e \| Lorenzo Fortunato \| Italie \| Astana Qazaqstan Team \| + 4 min 44 s \| |                   |             |                            |                  |
| |                   |             |                            |                  |
| Sources : ProCyclingStats Cycling Quotient |                   |             |                            |                  |
| Classement général |                   |             |                            |                  |
| Coureur | Coureur           | Pays        | Équipe                     | Temps            |
| 1er | Tadej Pogačar     | Slovénie    | UAE Team Emirates          | 24 h 12 min 36 s |
| 2e | Daniel Martínez   | Colombie    | Bora-Hansgrohe             | + 2 min 36 s     |
| 3e | Geraint Thomas    | Royaume-Uni | Ineos Grenadiers           | + 2 min 46 s     |
| 4e | Ben O'Connor      | Australie   | Decathlon-AG2R La Mondiale | + 3 min 33 s     |
| 5e | Luke Plapp        | Australie   | Team Jayco AlUla           | + 3 min 42 s     |
| 6e | Alexey Lutsenko   | Kazakhstan  | Astana Qazaqstan Team      | + 3 min 49 s     |
| 7e | Cian Uijtdebroeks | Belgique    | Team Visma \| Lease a Bike | + 3 min 50 s     |
| 8e | Antonio Tiberi    | Italie      | Bahrain Victorious         | + 4 min 11 s     |
| 9e | Filippo Zana      | Italie      | Team Jayco AlUla           | + 4 min 41 s     |
| 10e | Lorenzo Fortunato | Italie      | Astana Qazaqstan Team      | + 4 min 44 s     |

### Classement par points
| Classement par points | Classement par points | Classement par points | Classement par points         | Classement par points |
| Coureur               | Coureur               | Pays                  | Équipe                        | Points                |
| --------------------- | --------------------- | --------------------- | ----------------------------- | --------------------- |
| 1er                   | Jonathan Milan        | Italie                | Lidl-Trek                     | 134 pts               |
| 2e                    | Kaden Groves          | Australie             | Alpecin-Deceuninck            | 97 pts                |
| 3e                    | Tim Merlier           | Belgique              | Soudal Quick-Step             | 89 pts                |
| 4e                    | Olav Kooij            | Pays-Bas              | Team Visma \| Lease a Bike    | 61 pts                |
| 5e                    | Benjamin Thomas       | France                | Cofidis                       | 56 pts                |
| 6e                    | Filippo Fiorelli      | Italie                | VF Group-Bardiani CSF-Faizanè | 54 pts                |
| 7e                    | Andrea Pietrobon      | Italie                | Team Polti Kometa             | 48 pts                |
| 8e                    | Tadej Pogačar         | Slovénie              | UAE Team Emirates             | 42 pts                |
| 9e                    | Michael Valgren       | Danemark              | EF Education-EasyPost         | 40 pts                |
| 10e                   | Phil Bauhaus          | Allemagne             | Bahrain Victorious            | 37 pts                |

### Classement de la montagne
| Classement de la montagne | Classement de la montagne | Classement de la montagne | Classement de la montagne     | Classement de la montagne |
| Coureur                   | Coureur                   | Pays                      | Équipe                        | Points                    |
| ------------------------- | ------------------------- | ------------------------- | ----------------------------- | ------------------------- |
| 1er                       | Tadej Pogačar             | Slovénie                  | UAE Team Emirates             | 54 pts                    |
| 2e                        | Lilian Calmejane          | France                    | Intermarché-Wanty             | 32 pts                    |
| 3e                        | Daniel Martínez           | Colombie                  | Bora-Hansgrohe                | 28 pts                    |
| 4e                        | Andrea Piccolo            | Italie                    | EF Education-EasyPost         | 18 pts                    |
| 5e                        | Geraint Thomas            | Royaume-Uni               | Ineos Grenadiers              | 16 pts                    |
| 6e                        | Amanuel Ghebreigzabhier   | Érythrée                  | Lidl-Trek                     | 11 pts                    |
| 7e                        | Filippo Fiorelli          | Italie                    | VF Group-Bardiani CSF-Faizanè | 10 pts                    |
| 8e                        | Simon Geschke             | Allemagne                 | Cofidis                       | 9 pts                     |
| 9e                        | Lorenzo Fortunato         | Italie                    | Astana Qazaqstan Team         | 9 pts                     |
| 10e                       | Giulio Pellizzari         | Italie                    | VF Group-Bardiani CSF-Faizanè | 8 pts                     |

### Classement du meilleur jeune
| Classement du meilleur jeune | Classement du meilleur jeune | Classement du meilleur jeune | Classement du meilleur jeune | Classement du meilleur jeune |
| Coureur                      | Coureur                      | Pays                         | Équipe                       | Temps                        |
| ---------------------------- | ---------------------------- | ---------------------------- | ---------------------------- | ---------------------------- |
| 1er                          | Luke Plapp                   | Australie                    | Team Jayco AlUla             | 24 h 16 min 18 s             |
| 2e                           | Cian Uijtdebroeks            | Belgique                     | Team Visma \| Lease a Bike   | + 8 s                        |
| 3e                           | Antonio Tiberi               | Italie                       | Bahrain Victorious           | + 29 s                       |
| 4e                           | Filippo Zana                 | Italie                       | Team Jayco AlUla             | + 59 s                       |
| 5e                           | Thymen Arensman              | Pays-Bas                     | Ineos Grenadiers             | + 1 min 27 s                 |
| 6e                           | Georg Steinhauser            | Allemagne                    | EF Education-EasyPost        | + 2 min 14 s                 |
| 7e                           | Alex Baudin                  | France                       | Decathlon-AG2R La Mondiale   | + 2 min 21 s                 |
| 8e                           | Mauri Vansevenant            | Belgique                     | Soudal Quick-Step            | + 2 min 49 s                 |
| 9e                           | Davide Piganzoli             | Italie                       | Team Polti Kometa            | + 3 min 16 s                 |
| 10e                          | Giovanni Aleotti             | Italie                       | Bora-Hansgrohe               | + 8 min 56 s                 |

### Classement par équipes
| Classement par équipes | Classement par équipes        | Classement par équipes | Classement par équipes |
| Équipe                 | Équipe                        | Pays                   | Temps                  |
| ---------------------- | ----------------------------- | ---------------------- | ---------------------- |
| 1re                    | Ineos Grenadiers              | Royaume-Uni            | 72 h 44 min 56 s       |
| 2e                     | Decathlon-AG2R La Mondiale    | France                 | + 7 min 34 s           |
| 3e                     | Astana Qazaqstan Team         | Kazakhstan             | + 8 min 31 s           |
| 4e                     | Team Jayco AlUla              | Australie              | + 10 min 32 s          |
| 5e                     | Soudal Quick-Step             | Belgique               | + 15 min 12 s          |
| 6e                     | EF Education-EasyPost         | États-Unis             | + 15 min 21 s          |
| 7e                     | VF Group-Bardiani CSF-Faizané | Italie                 | + 17 min 50 s          |
| 8e                     | Movistar Team                 | Espagne                | + 18 min 26 s          |
| 9e                     | Bora-Hansgrohe                | Allemagne              | + 19 min 56 s          |
| 10e                    | UAE Team Emirates             | Émirats arabes unis    | + 22 min 56 s          |

## Abandons
Aucun.